# Odean Pope
Odean Pope (Ninety Six, 24 oktober 1938) is een Amerikaanse jazzsaxofonist.

## Biografie
Pope groeide op in Philadelphia (Pennsylvania), waar hij op jonge leeftijd leerde van Ray Bryant. In het begin van zijn carrière speelde Pope in het Uptown Theatre in Philadelphia achter een aantal bekende rhythm-and-bluesartiesten, waaronder James Brown, Marvin Gaye en Stevie Wonder. Hij speelde kort in de jaren 1960 met Jimmy McGriff en aan het eind van de jaren 1960 begon hij te werken met Max Roach, onder meer op tournees door Europa in 1967-1968. Hij maakte deel uit van de Philadelphia-band Catalyst in het begin en midden van de jaren 1970 en stelde in 1977 het Saxophone Choir samen, dat bestaat uit negen saxofoons en een ritmesectie (piano, bas en drums). Hij werd een vast lid van Roach's kwartet in 1979 en nam uitgebreid met hem op, naast talloze publicaties als leader.
Pope heeft in het openbaar gesproken over zijn bipolaire stoornis, die hij al meer dan 30 jaar heeft. 

## Discografie

### Als leader
- 1982: Almost Like Me (Moers Music)
- 1985: The Saxophone Shop (Soul Note Records)
- 1990: The Ponderer (Soul Note)
- 1990: Out for a Walk (Moers)
- 1993: Epitome (Soul Note)
- 1996: Ninety Six (Enja Records)
- 1996: Collective Voices (CIMP)
- 1999: Ebioto (Knitting Factory)
- 1999: Changes & Changes (CIMP)
- 2001: Philadelphia Spirit in New York, (CIMP)
- 2004: Nothing Is Wrong (CIMP)
- 2004: Two Dreams (CIMP)
- 2005: Mystery of Prince Lasha (CIMP)
- 2006: Locked & Loaded: Live at the Blue Note (Half Note Records)
- 2007: To the Roach (CIMP)
- 2008: What Went Before, Vol. 1 (Porter Records, 2008)
- 2008: Plant Life (Porter)
- 2008: The Misled Children Meet Odean Pope
- 2011: Universal Sounds (Porter)
- 2010: Odean's List (In+Out Records)
- 2012: Odean's Three (In+Out)
- 2016: In This Moment (CIMP)

### Als sideman
Met Max Roach
- 1979: Pictures in a Frame (Soul Note)
- 1982: In the Light (Soul Note)
- 1984: It's Christmas Again (Soul Note)
- 1984: Scott Free
- 1985: Easy Winners (Soul Note)
- 1986: Bright Moments (Soul Note)
- 1992: To the Max! (Enja)
- 2010: Live in Berlin

Met Catalyst
- 1972: Perception
- 1974: Unity
- 1999: The Funkiest Band You Never Heard
- 2010: The Complete Recordings, Vol. 1
- 2010: The Complete Recordings, Vol. 2

Met anderen
- 1972: Catalyst, Eddie Green
- 1986: Music World, Jamaaladeen Tacuma
- 1992: Seeking Spirit, Bobby Zankel
- 1996: 13 Steps on Glass, Sunny Murray
- 2001: Philadelphia Spirit in New York, Byard Lancaster
- 2002: Stepping Around the Giant, Carl Grubbs
- 2006: A Horse of a Different Rhythm, Craig McIver
- 2008: Let the Rhythm Take You, Monnette Sudler
- 2009: Blueprints of Jazz, Vol. 3, Donald Bailey
- 2009: Brownswood Bubblers Four, Gilles Peterson
- 2009: Impressions of Coltrane, Khan Jamal
- 2012: Matt Covington, Matt Covington

- Bibsys: 7032622
- Bibliothèque nationale de France: cb138986054 (data)
- Gemeinsame Normdatei: 134487176
- International Standard Name Identifier: 0000 0000 5514 1928
- Library of Congress Control Number: n93044084
- MusicBrainz: 4192124e-0e34-4336-99d6-e113965535a9
- Nationale Bibliotheek van Israël: 987007329597605171
- Système universitaire de documentation: 156626349
- Virtual International Authority File: 42026354
- WorldCat: E39PBJcWvm7GDPfHTKrKdMVDMP